# Shigeki Tsujimoto
Shigeki Tsujimoto (født 23. juni 1979) er en tidligere japansk fodboldspiller.
Han har spillet for flere forskellige klubber i sin karriere, herunder Kyoto Purple Sanga.